# Rack

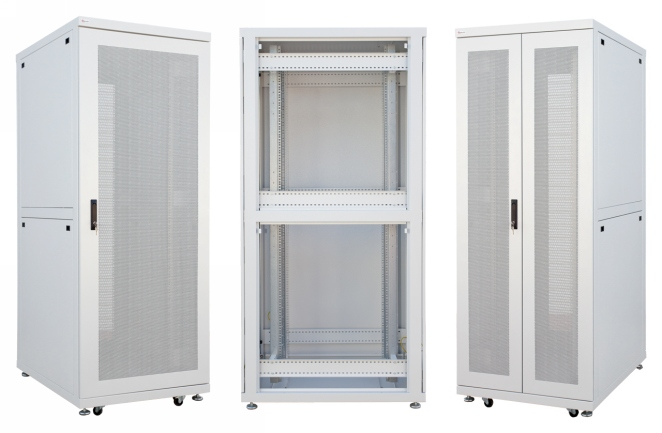
Szafa serwerowa 19″ 42U – różne wersje

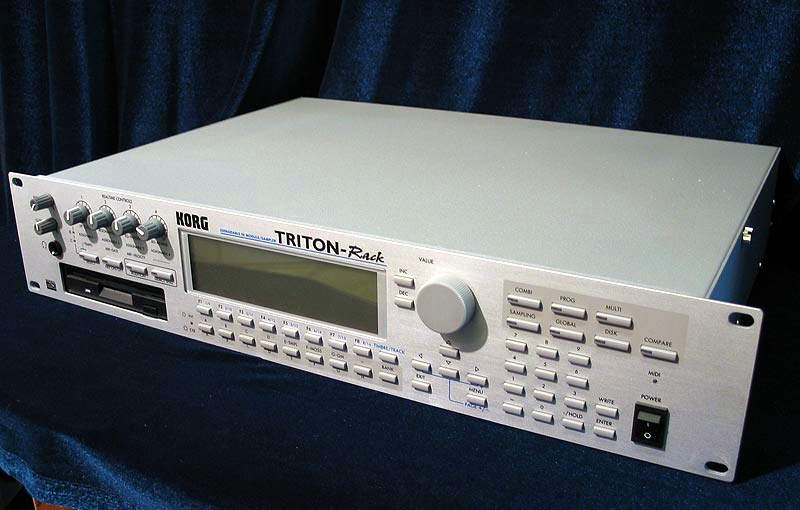
Syntezator Korg Triton w wersji rack

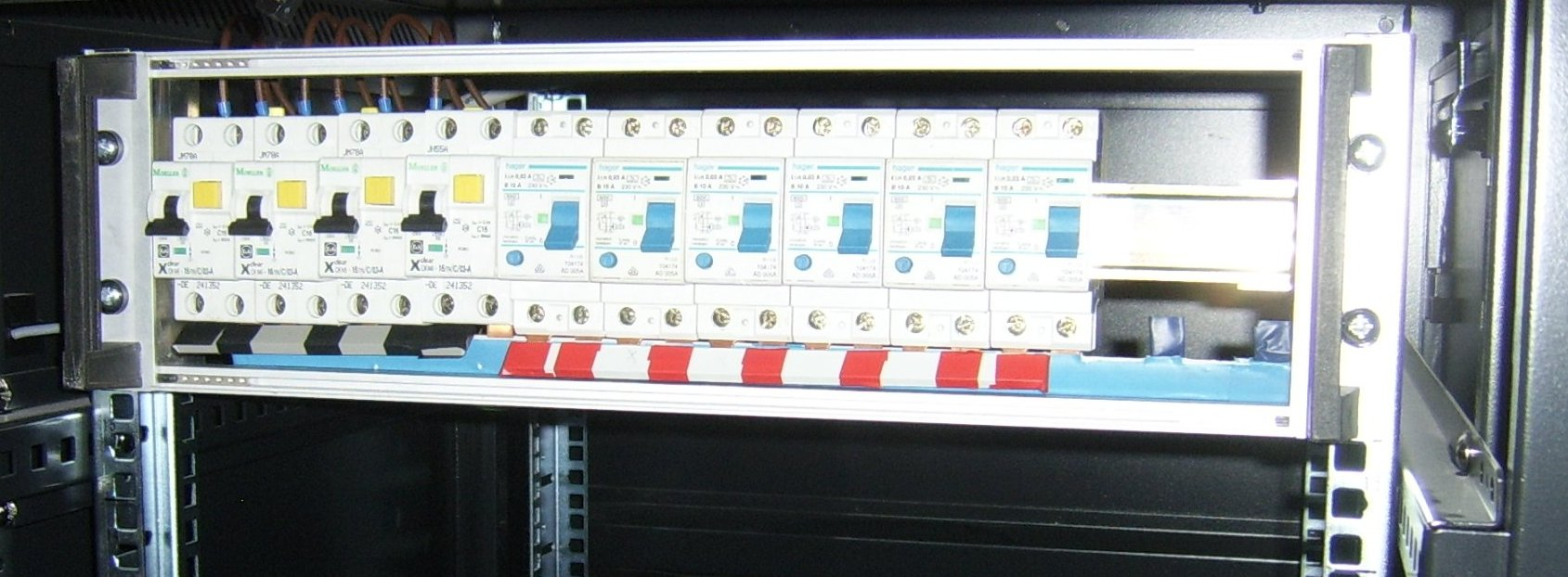
Aparatura modułowa na szynie DIN umieszczona w szafie typu rack

Szafa rack, szafa teleinformatyczna, szafa serwerowa, szafa krosownicza; rack, stojak – wspólna nazwa standardu szaf, stojaków oraz urządzeń przemysłowych o szerokości 19″ (48,26 cm). Organizacja EIA (Electronic Industries Association) opisuje wskazówki i zalecenia dotyczące budowy i wymiarów szaf w dokumencie EIA-310-D. Rzadziej spotykane są również wersje szaf o szerokości 10″, 21″ lub 24″ (produkowane przez IBM i zazwyczaj wykorzystywane przez serwery i osprzęt tej firmy np. RS/6000).

## Zastosowanie
Szafy rack mają zastosowanie głównie w serwerowniach komputerowych, teletechnice, energetyce, a także w studiach nagraniowych oraz pomieszczeniach przemysłowych. Wysokość konstrukcji, a co za tym idzie jej pojemność, określa się w wielokrotności tzw. jednostek (U). Urządzenie o rozmiarze 1U ma wysokość 44,45 mm lub 1¾″. Typowa szafa serwerowa o pełnej wysokości ma rozmiar 42U.

## Montaż urządzeń
Do montażu urządzeń w szafach rack, używa się specjalnych zestawów mocujących składających się z:
- śruby różnych gwintów (m.in. 10×32, M6, 12×24),
- kwadratowej nakrętki klatkowej,
- podkładki.

Klatkę (tzw. koszyczek) z ząbkami umieszcza się od wewnętrznej strony profilu rack – w kwadratowym otworze – a następnie przykręca śrubą z podkładką. Sprzęt komputerowy, taki jak serwery, macierze dyskowe, urządzenia KVM, często dostarczany jest ze specjalnymi szynami, dzięki którym możliwe staje się wysunięcie go bez potrzeby odkręcania. Dodatkowo w szafach montowane są również uchwyty i przepusty kablowe, prowadnice, listwy zasilające, półki, panele oświetleniowe oraz inne akcesoria z mocowaniem typu rack.

## Chłodzenie
Z uwagi na to, że urządzenia elektroniczne montowane w szafach mocno się nagrzewają, pomieszczenia serwerowe powinny być klimatyzowane. Dodatkowo często stosuje się szafy z drzwiami perforowanymi, co umożliwia należytą wentylację. Możliwe jest także zastosowanie pojedynczych wentylatorów lub gotowych paneli wentylacyjnych. W najbardziej zaawansowanych rozwiązaniach wykorzystuje się chłodzenie wodne zintegrowane z szafą rack.

## Galeria

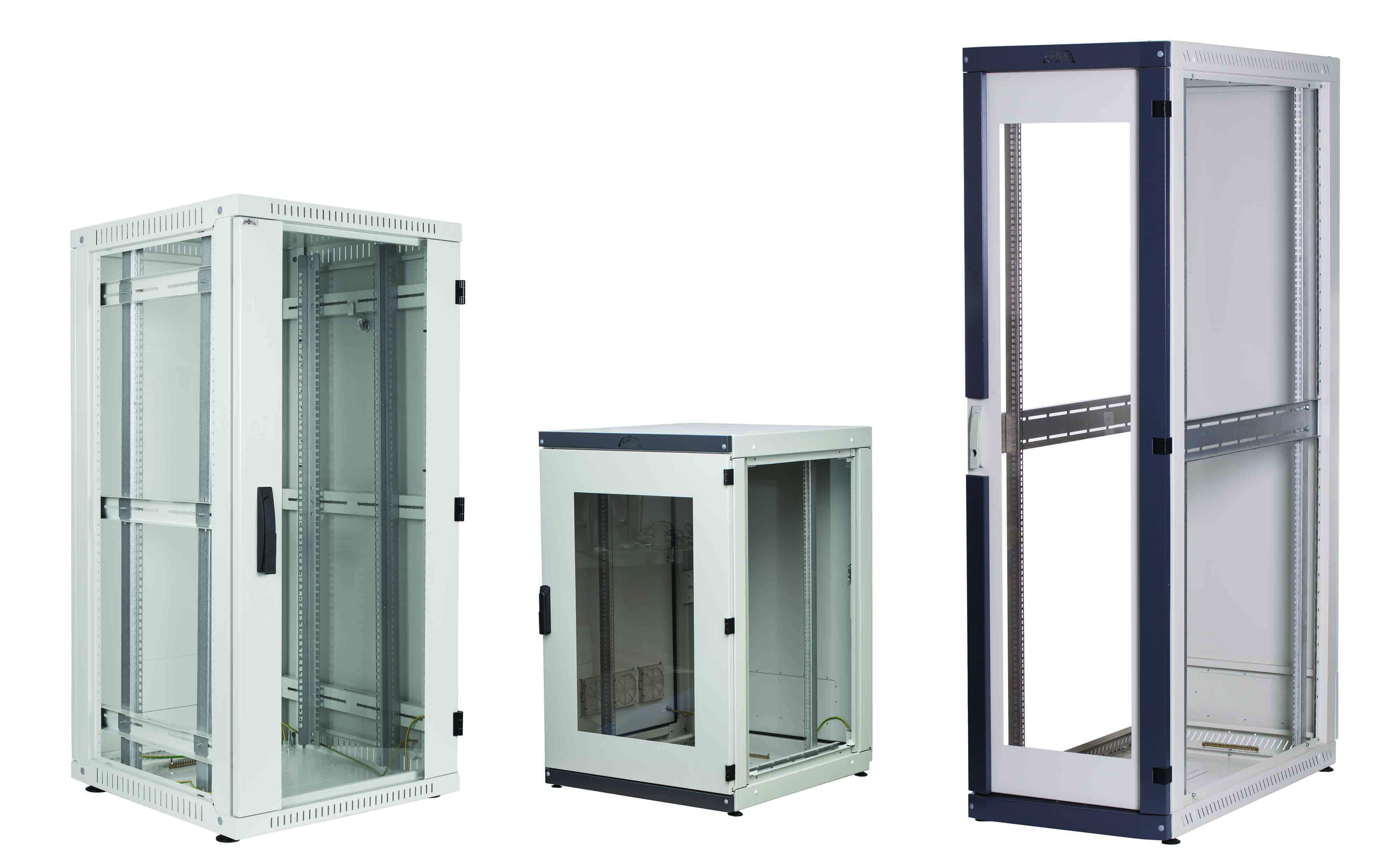
Szafy serwerowe 19″ w różnych rozmiarach
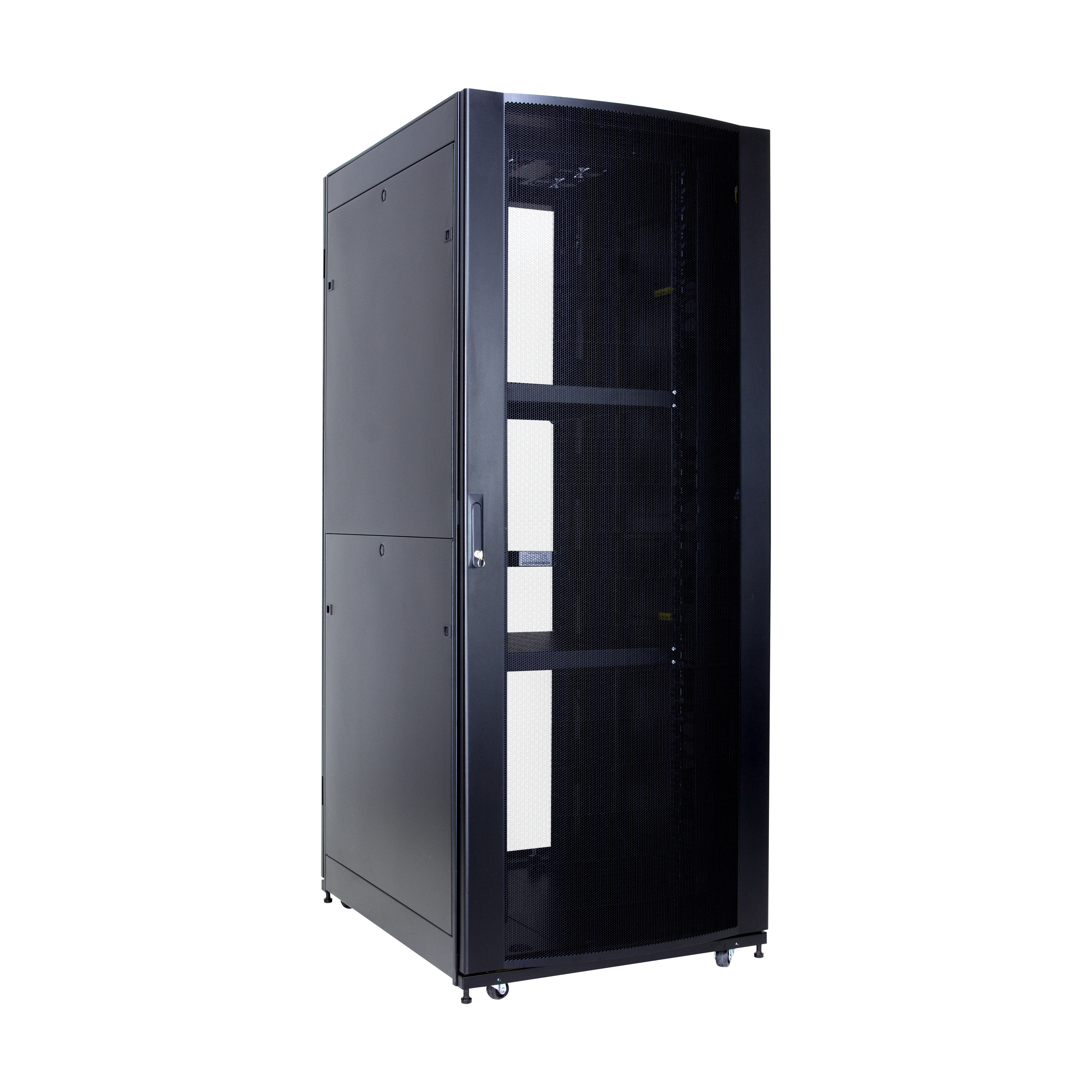
Szafa rack 19″ szybkiego montażu
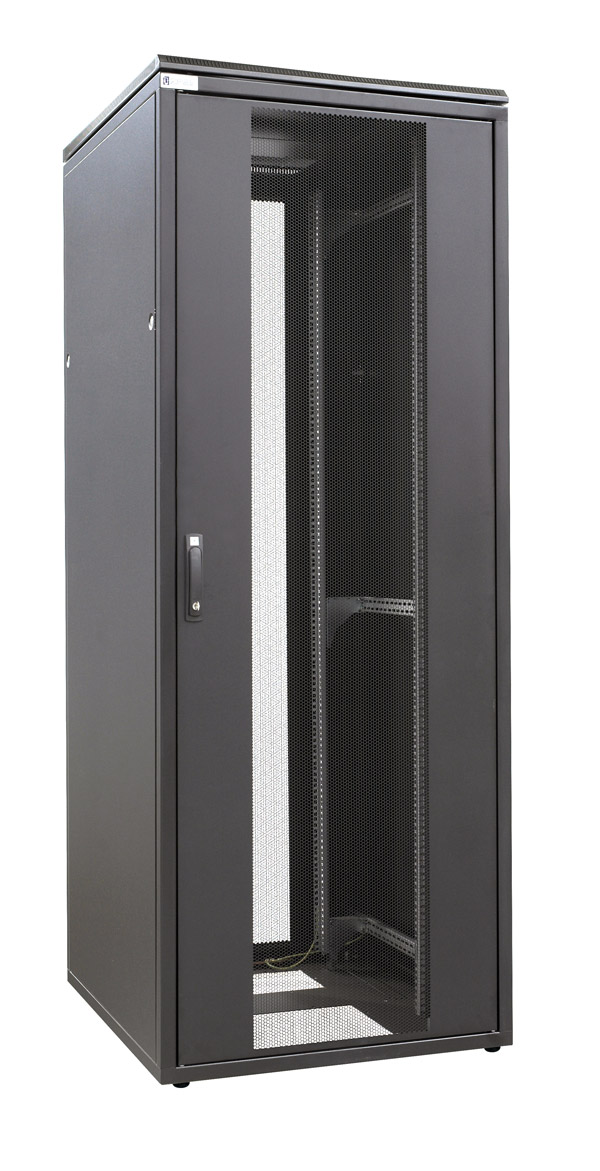
Szafa rack 19″ 42U
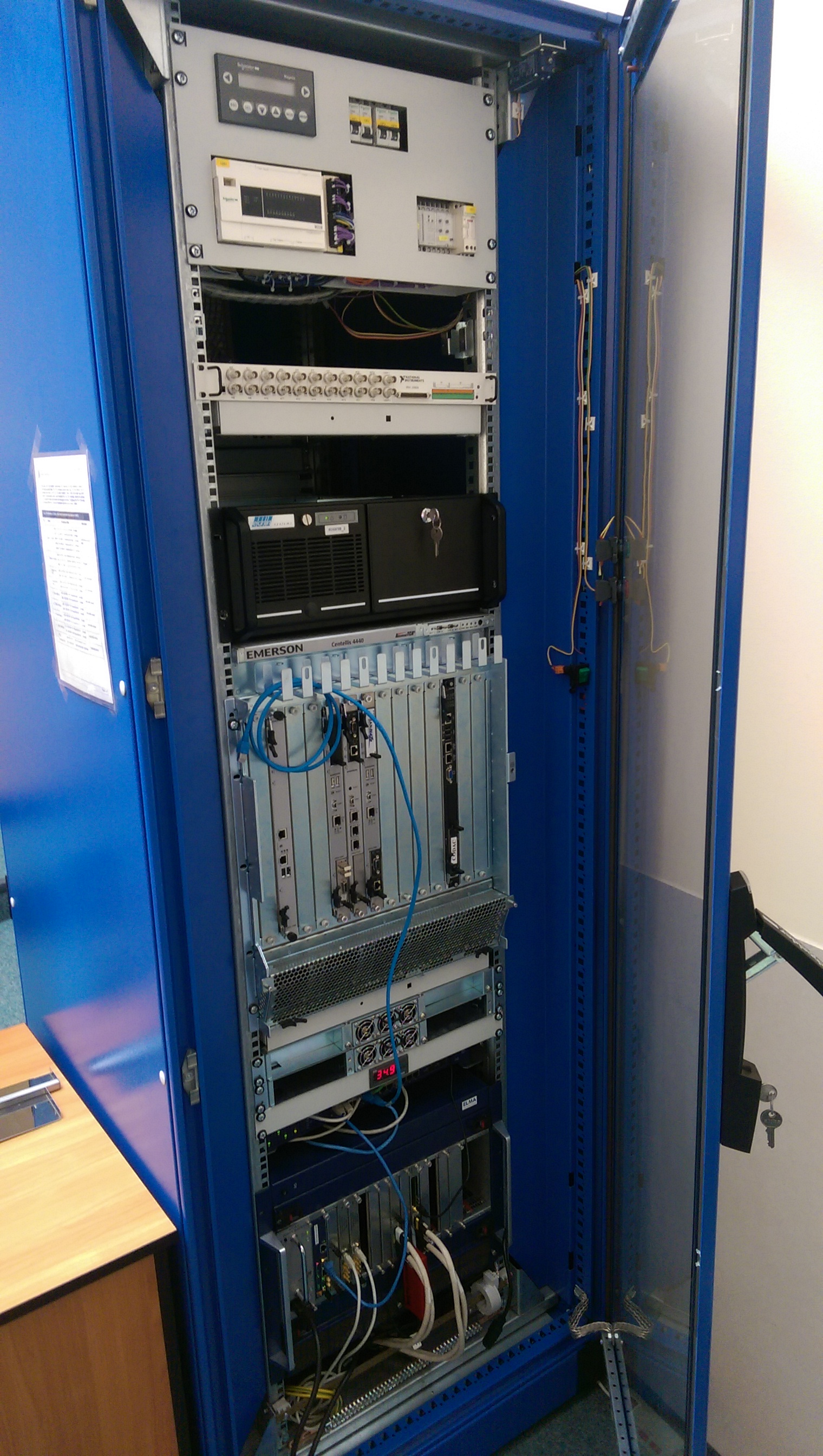
Szafa 19″ z zamontowanymi wewnątrz urządzeniami